# Río Grande de Santiago
El río Grande de Santiago (también, Santiago Ixcuintla o simplemente Santiago), es un río que está localizado en el Occidente de México. Nace en Ocotlán, en la ribera oriental del lago de Chapala, a una altitud de 1524 m s. n. m., y discurre por los estados de Jalisco y Nayarit, delimitando su frontera a lo largo de unos 30km. Su caudal fluye a un costado del Área metropolitana de Guadalajara y desemboca en el océano Pacífico (cerca de San Blas, Nayarit). Su trayecto es de 562 km y drena una cuenca de 76 400 km². En él se encuentran las presas: El Cajón (2007), Aguamilpa (1994) y Santa Rosa (1964), la presa reguladora San Rafael, la presa derivadora El Gileño y La Yesca.
Por su escurrimiento anual promedio, es considerado el segundo río en importancia del Pacífico mexicano; su cuenca cubre un área de 72.427km² y abarca parte de seis estados: Aguascalientes, Durango, Guanajuato, Jalisco, Nayarit y Zacatecas.
Más de 7.5 millones de personas viven en esta cuenca, la mayoría concentrada en el Área metropolitana de Guadalajara. El desarrollo industrial también se concentra en esta misma zona, extendiéndose por el río Santiago hacia Ocotlán. De acuerdo a la CONAGUA, las regiones del Valle de México, Balsas, Lerma-Santiago y algunos sitios de Golfo centro representan las regiones más contaminadas del país.

## Sistema Lerma-Santiago
El origen de este río se encuentra en el río Lerma que tiene su origen en el Estado de México, pasando por los estados de Guanajuato, Michoacán, se une en el lago de Chapala en Jalisco al río Santiago. Es considerado un mismo río, aunque ha sido represada y separado por el Estado mexicano.

## Geografía

### Curso en Jalisco
Poco después de salir del lago de Chapala pasa por Ocotlán, y poco antes de pasar cerca de Guadalajara forma la cascada o salto de Juanacatlán, entre la población de este nombre y la de El Salto, con 15 m de alto y 130 m de ancho. Es aquí donde comienza a formar una serie de barrancos, que se extiende hasta casi salir de la sierra Madre Occidental. Luego pasa por la presa Santa Rosa, poco después pasa a 6 km de Tequila, donde se le conoce como Lerma-Santiago.

### Curso en Nayarit

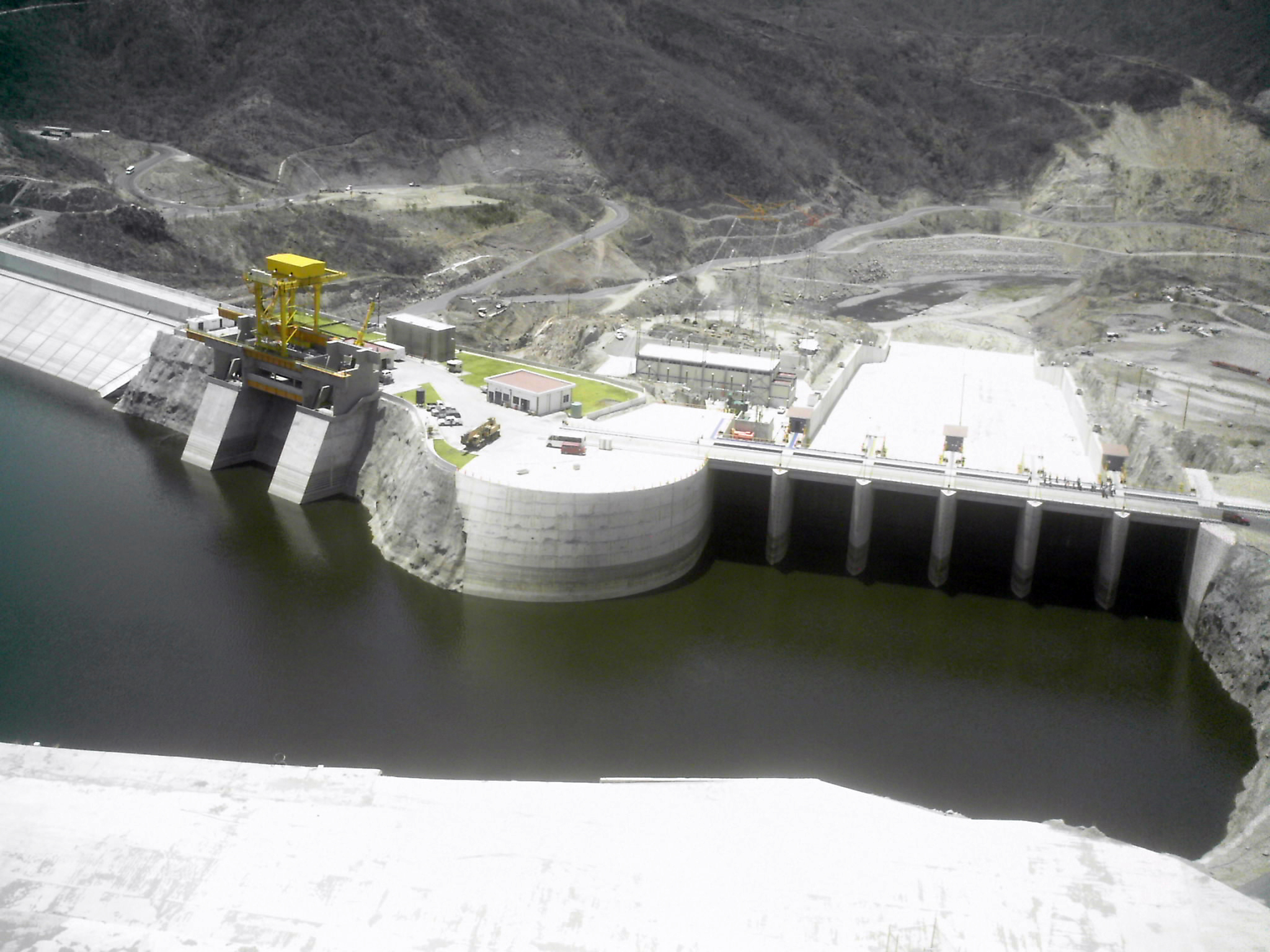
Fotografía de la presa de El Cajón, tomada desde el margen derecho, río arriba.

En Nayarit, antes de pasar cerca de Tepic (a 47 km en línea recta), está la cortina de la presa El Cajón. Río abajo, a unos 60 km, se llega a la presa de Aguamilpa (inaugurada en 1997), y luego a la localidad de Yago, y más tarde por Santiago Ixcuintla. Desemboca en el océano Pacífico, en Nayarit, a 21 km al noroeste de San Blas (en el mismo estado), creando zonas extremadamente fértiles y aptas para la agricultura.

### Afluentes
Tiene numerosos afluentes, entre los que destacan: el río Verde (Jalisco), el río Juchipila (Zacatecas), el río Huaynamota (280 km, en Nayarit), y el río Bolaños (360 km, en el límite estatal) entre otros (los cuatro afluentes por la margen derecha).
Desde la Presa Santa Rosa hasta el comienzo del vaso de la Presa de Aguamilpa corre en dirección predominante al noroeste, para luego virar al suroeste.

## Contaminación
El río Santiago es uno de los ríos más contaminados de México.
Recibe desechos tóxicos de un denso corredor de desarrollo industrial en el estado de Jalisco, así como aguas negras del Área metropolitana de Guadalajara y centros urbanos más pequeños como Ocotlán, El Salto y Juanacatlán. En lugares como El Salto y Juanacatlán, el aire huele a ácido sulfhídrico, y las aguas grises y espumosas se han convertido en fuente de problemas de salud pública, provocando desde ronchas y problemas respiratorios hasta insuficiencia renal y cáncer.
Desde 2002, y especialmente a partir de 2006, un movimiento socioambiental ha surgido en torno a estos temas.
El grave deterioro ambiental de la cuenca del río Santiago –que para algunos se inicia en los años setenta – sufre el consecuente pasmo de las autoridades públicas estatales, la indiferencia de las federales electas en el año 2006 y la impotencia de las autoridades municipales. El panorama resulta no sólo desolador en cuanto al cuidado y preservación de la riqueza natural y de la vida vegetal y animal que anima este ecosistema, sino ominoso en cuanto se le relaciona con la población que habita en sus márgenes o inmediaciones.
El Instituto Mexicano de Tecnología del Agua (IMTA), en el análisis Actualización del estudio de calidad del agua del río Santiago, que realizó entre 2009 y 2011, reveló la presencia de mil 90 sustancias químicas en el cauce y sus afluentes (entre ellos el canal El ahogado). Entre esas sustancias se encuentran compuestos orgánicos semivolátiles y volátiles, tales como ftalatos (disruptores hormonales), fenoles (compuestos que afectan el desarrollo neuronal), el tolueno (neurotóxico) y retardantes de flama (cancerígenos).
Además observó que entre 87 y 94 por ciento de la industria incumple en al menos un aspecto la NOM 001 sobre límites máximos permisibles de contaminantes en aguas residuales.
Algunas agencias gubernamentales han realizado estudios para identificar las fuentes de contaminación del río Santiago, pero la información sigue siendo incompleta. En un estudio de 2006, elaborado para la Comisión Estatal de Agua y Saneamiento de Jalisco (CEAS), se detectaron 305 fuentes de contaminación en los municipios de El Salto, Juanacatlán, Tototlán y Poncitlán; 14 de ellas venían de instalaciones pecuarias, 20 de descargas municipales y 271 de actividades industriales.
Con base en el diagnóstico elaborado por la Procuraduría Ambiental y del Ordenamiento Territorial (PAOT) se comprobó que el grado de perturbación que presenta el cauce del Río Santiago es crítico.
Algunos estudios han documentado que el río recibe descargas de 280 industrias, desechos de granjas porcícolas, desechos municipales de Ocotlán, Poncitlán, Atequiza y Atotonilquillo, y desechos crudos de la ZCG –en donde existen al menos diez parques y zonas industriales- a través de los canales de El Ahogado y Arroyo Seco. Asimismo, se ha constatado que los efluentes no reciben el tratamiento óptimo, por lo cual es uno de los más contaminados en México.Se ha señalado también que el agua extraída para usos domésticos e industriales no es reutilizada, sino que se vierte nuevamente al Santiago altamente contaminada.
De hecho hay investigaciones que advierten que sus aguas no son aptas para el consumo humano, ni para usos agrícolas. Un estudio realizado por académicos de la Universidad de Guadalajara detectó niveles de coliformes fecales 110 veces por encima del límite recomendable, así como concentraciones de plomo, zinc, amoniaco y fosfato que ponen en riesgo la vida animal y vegetal que soporta el río. En otro estudio generado por científicos de la UDG (Universidad de Guadalajara) en colaboración con CEAS, se encontró benceno, una sustancia cancerígena.
La cantidad de materia orgánica que es depositada en el cauce, rebasa su capacidad de depuración ya que propicia la desaparición de oxígeno disuelto, junto con la flora y fauna, indicadores de un cuerpo de agua sano. Así mismo, los residuos industriales generan la salinización de los suelos y degradación de nutrientes esenciales para uso agrícola.
Por su parte, la Comisión para la Cooperación Ambiental (CCAAN) en su apartado de acciones emprendidas por México refiere que en las descargas de agua residual en 15 estaciones de monitoreo del río y sus corrientes tributarias, como el río Zula y los arroyos El Ahogado y Chico, se detectaron incrementos de concentración de arsénico en dos subtramos del río Santiago, en aguas abajo de Poncitlán y aguas arriba de El Ahogado, hasta el puente de Matatlán.
Refiere que hay dos tramos de deterioro de agua en el río; uno de ellos está entre Cuitzeo y Poncitlán, donde se da la degradación más significativa, y el otro entre la presa La Corona y la confluencia con el arroyo El Ahogado.
El estado de Jalisco trata el 83% de las aguas que llegan desde el río Lerma al lago de Chapala. Por otro lado, sólo trata un 3% de las aguas que salen por el río Santiago.

### Comunidades ícticas y desarrollo hidráulico
El desarrollo hidráulico de la cuenca del río Santiago ha sido muy intenso y prolongado, ya que se inició a mediados del siglo XIX y aún continúa. Entre las diversas presas instaladas, sobresalen las construidas en los últimos 50 años por la altura de su cortina y su tamaño, así como por los efectos de la generación hidroeléctrica y su ubicación en cascada. Actualmente se ha incrementado la presión por el agua y la construcción de presas para abastecimiento público, principalmente en el río Verde.
Los efectos de la fragmentación, pérdida del hábitat e introducción de especies exóticas, han sido poco estudiados en esta cuenca, aunque en sistemas similares se ha reconocido que los efectos acumulativos modifican las redes tróficas, incrementando el riesgo de pérdida o extinción de especies de peces.
La evaluación de los cambios regionales en la comunidad íctica, asociados al desarrollo de grandes obras de infraestructura hidráulica, no está realizándose actualmente por ninguna institución, ya que los únicos estudios requeridos para autorizar este tipo de obras, se solicitan a través de las manifestaciones de impacto ambiental, que en general incluyen el inventario de especies y el señalamiento de las especies incluidas en la NOM–059–SEMARNAT–2010. El seguimiento de los cambios esperados en la estructura y función de la comunidad por la infraestructura o usos del agua es además insuficiente, porque no se aplica un programa de monitoreo, ni en la construcción, ni en la operación de las obras. Estudios han señalado efectos de los embalses y de las especies introducidas sobre la estructura de la red trófica, siendo uno de estos el traslape trófico aguas arriba y abajo de las presas. Los efectos conjuntos de estas acciones han llevado a la extinción de especies en tramos del río Lerma y así como a extinciones locales.
Estudios recientes en la región central de México están explorando la manera en que las especies nativas han sido impactadas por las actividades humanas, para determinar los puntos rojos o focales de diversidad remanente y así guiar las prioridades de conservación, por lo que resulta imperativo revisar las variaciones impuestas por los embalses, antes de avanzar, con escasos estudios, en la determinación y autorización del futuro potencial para abastecimiento o generación de energía de las subcuencas menos explotadas.

### Industrialización
En Ocotlán, donde el río Santiago nace del lago de Chapala, se inició el desarrollo industrial en 1935, cuando Nestlé construyó una planta para producir leche condensada. Doce años después, una empresa estadounidense, llamada Celanese Mexicana, instaló una fábrica para producir fibras sintéticas en las afueras de Ocotlán, en el municipio Poncitlán. Estos fueron los antecedentes del boom industrial que pronto surgiría.
Los contaminadores industriales provienen de diversos sectores. Al analizar los establecimientos en El Salto (Jalisco), destacan los siguientes: metalúrgico (15), químico y farmacéutico (14), metalmecánico (10), electrónico (9), automotriz (9) y alimentos y bebidas (8).
De acuerdo con el Registro Estatal de Transferencia de Contaminantes, las 10 industrias con reportes más elevados de descarga de metales pesados y cianuro, son las siguientes: Huntsman Internacional de México, Grupo Celanese, Cervecería Modelo Guadalajara, Nestlé México, Hilasal Mexicana, Cervecería Cuauthemoc Moctezuma, Casa Cuervo, IBM y servicios estrella azul de Occidente.
De acuerdo con los índices de calidad de agua mexicanos, el agua del río Santiago es considerada como contaminada en exceso, inaceptable para consumo humano y fuera de los límites permisibles para ser utilizada como agua de riego. Diversos estudios demuestran las altas concentraciones de sustancias nocivas.
En 2005, la Comisión Nacional del Agua publicó un estudio que señala que: "El río Santiago está contaminado por descargas industriales en el tramo paralelo al corredor industrial Ocotlán-El Salto, pues aunque existen plantas de tratamiento, la vigilancia y el control de las descargas es mínima".
Esta confesión se repitió en una publicación más reciente de la misma Conagua, esta vez en referencia a toda la cuenca Lerma-Chapala-Santiago LCHS: "En la mayoría de los casos no se les da ningún tratamiento a sus efluentes, impactando con ello dramáticamente todos los ecosistemas por donde corren las aguas".

### Presencia de contaminantes
En un estudio realizado en 2004 para la CEAS, investigadores de la Universidad de Guadalajara analizaron sedimentos de 14 puntos sobre el río Santiago, incluyendo la cascada entre Juanacatlán y El Salto. Detectaron la presencia de metales pesados como plomo, mercurio, cromo, cobalto y arsénico. Estas últimas dos sustancias son carcinógenas, y está reconocido que las primeras dos afectan al sistema nervioso. El mismo estudio también señala la presencia de compuestos orgánicos sintéticos. Cerca de la cascada se detectó la presencia de bencenos, tolueno, xileno y furanos, entre otros. La toxicidad de estas sustancias es reconocida: los bencenos y furanos también son carcinógenas, el tolueno afecta el sistema nervioso, y tanto el tolueno como el xileno pueden afectar los riñones.
La CEA (Comisión Estatal del Agua de Jalisco) monitorea constantemente la calidad del Río Santiago en diferentes puntos, algunos de los cuales se encuentran localizados en Ocotlán, Presa Corona, Exhacienda Zapotlanejo, El Salto-Juanacatlán, Puente Grande, Matatlán, Paso de Guadalupe, San Cristóbal de la Barranca y La Yesca. El monitoreo incluye diversos contaminantes.
| Contaminantes       | Unidades | Ocotlán | Presa Corona | Exhacienda Zapotlanejo | Salto-Juanacatlán | Puente Grande | Matatlán | Paso de Guadalupe | San Cristóbal de la Barranca | La Yesca |
| ------------------- | -------- | ------- | ------------ | ---------------------- | ----------------- | ------------- | -------- | ----------------- | ---------------------------- | -------- |
| Pb                  | mg/L     | 0.0229  | 0.0145       | 0.0148                 | 0.0160            | 0.0142        | 0.0328   | 0.0213            | 0.2696                       | 0.0185   |
| Hg                  | mg/L     | <0.0005 | <0.0005      | <0.0005                | <0.0005           | <0.0005       | <0.0005  | 0.00091           | <0.0005                      | <0.0005  |
| Cr                  | mg/L     | <0.05   | <0.05        | <0.05                  | <0.05             | <0.05         | <0.05    | <0.05             | 0.1700                       | <0.05    |
| Sólidos suspendidos | mg/L     | 156     | 13           | 29                     | 51.000            | 17            | 37       | 143               | 50                           | 27       |
| Grasas y aceites    | mg/L     | 23.400  | <8.37        | <8.37                  | <8.37             | <8.37         | <8.37    | 137.490           | <8.37                        | <8.37    |

Estadísticas hasta el 28 de junio de 2012.
Efectos en la salud
Además de afectar a la naturaleza, los efectos adversos en la salud producidos por la ingestión de aguas contaminadas, las alteraciones biológicas de las aguas por la presencia de microorganismos, pueden provocar una gran cantidad de enfermedades tanto epidémicas como endémicas. Las aguas residuales debido a que contienen una gran variedad de contaminantes de distinto tipo, pueden ser muy peligrosas si son descargadas en cuerpos de agua, ya que además de afectar la vida acuática de los mismos, algunas sustancias tóxicas llegan hasta el ser humano a través de la cadena alimenticia.
El impacto de esta contaminación en la salud ha sido denunciado por residentes y médicos locales, quienes han observado un aumento en la incidencia de enfermedades como el cáncer y la leucemia, así como en el número de abortos espontáneos; también han sido reportados los problemas respiratorios y ronchas de piel. Sin embargo, en ausencia de estudios epidemiológicos, los funcionarios gubernamentales tienden a negar la existencia de cualquier vínculo entre estos problemas de salud y la contaminación del río Santiago.
En el año 2005 las principales causas de muerte en el municipio de Juanacatlán fueron las enfermedades respiratorias y los diversos tipos de cáncer presentes en la población de todas las edades. Además destacan enfermedades como conjuntivitis, enfermedades de la piel, dolor de garganta, fatiga, dolores de cabeza, mala memoria, irritabilidad, mareo y alteraciones de las funciones motoras, especialmente entre personas con problemas cardiacos o del sistema nervioso.
El Tribunal Latinoamericano del Agua en su especialidad de salud pública ha declarado los efectos que estos niveles de contaminación pueden tener en las poblaciones cercanas, entre estos están que algunos de estos metales pueden provocar lesiones a nivel del sistema nervioso, en la esfera cognoscitiva y afectiva, el conocimiento, la capacidad de deducción, cefaleas, problemas respiratorios serios. Algunos de estos metales pesados generan problemas genéticos, causan deformaciones durante el embarazo. Algunos le achacan tumores cancerígenos.
En el contexto de una mayor presión por parte de la sociedad civil organizada, la Comisión Federal para la Protección contra Riesgos Sanitarios (Cofepris) realizó un análisis estadístico de la incidencia de enfermedades en El Salto y Juanacatlán, pero los resultados señalaban una mayor incidencia de cáncer en El Salto y Juanacatlán, en comparación con otros municipios del estado de Jalisco (Ramírez, 2008). Por otra parte, un estudio efectuado por Juan Gallardo demostró que residentes de El Salto que viven en proximidad del río Santiago, sufren una exposición crónica a bajos niveles de ácido sulfhídrico, un gas que puede provocar fatiga, dolores de cabeza, mala memoria, irritabilidad, mareo y alteraciones de las funciones motoras, especialmente entre personas con problemas cardiacos o del sistema nervioso.
De acuerdo con los índices de calidad de agua mexicanos, el agua del río Santiago es considerada como contaminada en exceso, inaceptable para consumo humano y fuera de los límites permisibles para ser utilizada como agua de riego. Diversos estudios demuestran las altas concentraciones de sustancias nocivas.
Por otro lado, analizando la mortandad por tumores y malformaciones congénitas en la población de niños menores a 15 años, se encontró que tanto en El Salto como en Juanacatlán, las tasas de mortalidad por tumores malignos del sistema digestivo y marginalmente la leucemia linfoide y cáncer de mama superaron la media estatal. En cuanto a las malformaciones congénitas, algunas de ellas no tienen registro dado que no son letales. Sin embargo, al comparar la suma total de mortandad por malformaciones, los datos muestran que las comunidades de El Salto, Juanacatlán y Ocotlán han presentado tasas mayores que la media estatal.
Este es el escenario que ha llevado a residentes de El Salto y Juanacatlán a organizarse, buscar apoyo externo y presionar al gobierno a emprender acciones correctivas, dando forma a un movimiento socioecológico.
Saneamiento del río
La macro planta tratadora el Ahogado, puesta en marcha en julio de 2012, en conjunto con la macro planta tratadora Agua Prieta a ponerse en marcha a finales de 2013 tratarán los efluentes correspondientes a la ZMG incluyendo el corredor industrial del El Salto y Juanacatlán. Ambas plantas en operación tratarán el 90% de las aguas residuales de la ZMG. Por su parte la planta del Ahogado trata 2250 litros/segundo, mientras que Agua Prieta se prevé que sea capaz de tratar 8500 litros/segundo.

La Comisión de Desarrollo Humano del Distrito Federal CDHDF estima que dada la magnitud del problema es importante hacer hincapié en la urgente realización de un plan integral de rescate ambiental y saneamiento del Río Santiago y realizar los trabajos necesarios y suficientes que reviertan lo que ocurre hoy por hoy en el sitio, desde hace más de 20 años y que ha ido incrementándose a la par del crecimiento de la población.

## Organizaciones No Gubernamentales
La muerte del niño Miguel Ángel López Rocha, de ocho años de edad, envenenado por arsénico tras la ingesta accidental de agua del canal El Ahogado, sin duda fue un parteaguas. Lo trágico e inmediato
de esta pérdida de vida penetró el aura de incertidumbre que envuelve los impactos crónicos de la contaminación ambiental y, a pesar de los esfuerzos públicos en este sentido, para las autoridades fue muy difícil negar que la contaminación del río y sus tributarios fue la responsable. La atención de los medios se volcó sobre el caso y la contaminación del Santiago se convirtió en uno de los problemas más notorios en Jalisco.
Por lo cual a lo largo de los años han surgido diversos grupos en busca de la defensa del derecho a la salud, preservación de recursos y saneamiento del río Santiago.
Un Salto de Vida
Fundada en 2006, Un Salto de Vida (USV) está registrada oficialmente como asociación civil, y la integran habitantes de El Salto y Juanacatlán. Dirigida por sus fundadores, Enrique Enciso y Graciela González, cuenta con cerca de 30 miembros permanentes. Sus objetivos aluden a la defensa del derecho a la salud, a la recuperación de los recursos naturales deteriorados a causa de la contaminación, a la ampliación de la participación ciudadana en la toma de decisiones sobre el desarrollo de municipios, y a la participación de los lugareños en actividades encaminadas a fortalecer a la identidad comunitaria.
Ha desarrollado una variedad de estrategias para difundir información sobre los orígenes y consecuencias de la contaminación del Santiago entre la población de El Salto y Juanacatlán, con el objetivo fundamental de que los habitantes de estos municipios se “apropien de la lucha”
Tribunal Latinoamericano del Agua
Recientemente el Tribunal Latinoamericano del Agua se interesó en el caso del Río Santiago, el tribunal hizo un pronunciamiento sobre la contaminación del río. El pronunciamiento se realizó después de que el niño Miguel Ángel López Rocha muriera por una intoxicación de metales pesados al caer al río. Dicho pronunciamiento fue el siguiente: " responsabilizar a las autoridades, en los tres niveles de gobierno, por el alarmante deterioro del río Santiago y la cuenca a la cual pertenece, y por las repercusiones sobre las condiciones de vida y la salud de las poblaciones de El Salto y Juanacatlán.
Así mismo, este tribunal emitió cierta sugerencia, esta constó en la elaboración urgente de un estudio epidemiológico e interdisciplinario que permita determinar los posibles efectos de la contaminación del río Santiago en la salud de la población de El Salto y Juanacatlán.
Por nuestro río
Grupo surgido de la Comunidad Universitaria ITESO que, a partir del contacto y preocupación por la realidad de la grave contaminación del Río Santiago, construye un compromiso con la sociedad y el medio ambiente, promoviendo el análisis complejo de la situación y propone la reconstrucción de la conciencia personal sobre el estado actual del Río Santiago.
Greenpeace
La organización Greenpeace, en su sección mexicana, ha mostrado su inconformidad hacia la contaminación del río Santiago realizando presión para que se mejoren las condiciones del río a través de una política de Ríos Limpios para 2020, en la cual se exigen:
- Cero descargas de sustancias para 2020.
- Un sistema obligatorio y transparente de Registro de Emisiones y Transferencias de Contaminantes (RETC).
- La ampliación de las sustancias tóxicas reguladas por la NOM 001, la NOM 002 de la SEMARNAT y el RETC.
- Mayores controles a las descargas industriales a aguas nacionales y municipales para prevenir la contaminación y sanciones relacionadas al daño generado aplicando el principio: “el que contamina, paga”.
- Información acerca de las actividades de la   para vigilar, inspeccionar y sancionar a las industrias contaminantes.

Instituto Mexicano para el Desarrollo Comunitario
Organización que nace en Guadalajara como asociación civil independiente y sin fines de lucro que busca el desarrollo sustentable local con justicia y equidad.
Esta organización ha declarado que el programa de saneamiento propuesto por el estado de Jalisco es deficiente, pues se centra en la instalación de plantas tratadoras de aguas residuales sanitarias, dejando fuera las de tipo industrial y agrícola.
Además la organización ha señalado que la mezcla de residuos orgánicos, químico industriales, y agrícolas liberan gases como el ácido sulfhídrico el cual puede provocar malestares diversos, enfermedad y hasta la muerte.
Comité Ciudadano de Defensa Ambiental (CCDA)
El Comité Ciudadano de Defensa Ambiental (CCDA) es un grupo no registrado de ciudadanos organizados, principalmente habitantes pobres y obreros que viven en las orillas de El Salto, entre El Castillo y La Azucena. Su misión es defender los derechos humanos de los afectados ambientales pobres de
la misma zona.
El puente de Juanacatlán
La muerte del niño Miguel Ángel López Rocha inspiró una canción titulada "El puente de Juanacatlán". Su compositor, el músico y filántropo José Riaza, era un asiduo visitante al municipio y al saber lo sucedido escribió la canción. Después junto a su banda de rock español Tragicomi-K y gracias al apoyo de IMDEC y Greenpeace produjeron un disco llamado "El puente de Juanacatlán"  (2008) para concientizar sobre los problemas de contaminación del río Santiago.